# Rising for the Moon
| Recensione | Giudizio |
| ---------- | -------- |
| AllMusic   |          |

Rising for the Moon è un album dei Fairport Convention pubblicato nel 1974.

## Tracce
1. Rising for the Moon – 4:09
2. Restless – 4:08
3. White Dress – 3:42
4. Let It Go – 2:01
5. Stranger to Himself – 2:52
6. What Is True – 3:34
7. Iron Lion – 3:29
8. Dawn – 3:43
9. After halloween – 3:39
10. Night-time Girl – 2:52
11. One More Chance – 7:52
12. Tears – 4:12